# Datarnangka
Datarnangka is een bestuurslaag in het regentschap Sukabumi van de provincie West-Java, Indonesië. Datarnangka telt 3594 inwoners (volkstelling 2010).